# Тейфуков Ділявер Рустемович
Діляве́р Русте́мович Тейфу́ков — старший лейтенант Збройних сил України.
Випускник 2012 року Академії сухопутних військ імені гетьмана Петра Сагайдачного, спеціальність «управління діями підрозділів механізованих військ».

## Нагороди
за особисту мужність і героїзм, виявлені у захисті державного суверенітету та територіальної цілісності України, вірність військовій присязі під час російсько-української війни, відзначений — нагороджений
- 27 червня 2015 року — орденом Богдана Хмельницького III ступеня,